# Provincia di Pisco
La provincia di Pisco è una provincia del Perù, situata nella regione di Ica.

## Capital e data di fondazione
Pisco -  19 ottobre del 1900
Sindaco (alcalde): Juan Enrique Mendoza Uribe (2007-2010)

## Superficie e popolazione attuale
- 3978,19 km²
- 116 865 abitanti (inei2005)

## Provincia confinanti
Confina a nord con la provincia di Chincha; a sud con la provincia di Ica, ad est con la provincia di Huaytará (regione di Huancavelica), e ad ovest con l'oceano Pacifico

## Geografia antropica

### Suddivisioni amministrative
È divisa in otto distretti  (comuni)
- Pisco
- Huancano
- Humay
- Independencia
- Paracas
- San Andrés
- San Clemente
- Túpac Amaru Inca

## Caratteristiche
Una delle attrazioni principali della provincia è la riserva nazionale di Paracas, dove sono state censite 216 specie di uccelli. L'area costiera desertica attorno a questa riserva fu la casa della cultura Paracas, conosciuta per i suoi scialli policromi, fatti con lana di cammello e cotone.